# Giiwo jezik
Giiwo jezik (ISO 639-3: kks; bu giiwo, kirfi, kirifawa, kirifi), jezik naroda Kirifi ili Kirifawa, kojim govori 14 000 ljudi (1998 SIL) u nigerijskoj državi Bauchi u LGA Alkaleri, Bauchi i Darazo. Jezik giiwo pripada afrazijskoj porodici, zapadnočadskoj skupini jezika i užoj skupini A.2. bole-tangale, podskupini pravih bole jezika. 
Pripadnici etničke grupe služe se i jezikom hausa [hau].

## Vanjske poveznice
- Ethnologue (14th)
- Ethnologue (15th)